# チリン
「チリン」（Chillin）はアメリカ合衆国の男性ラッパー、ワーレイによる楽曲である。レディー・ガガをフィーチャーした楽曲で、ワーレイのデビュー・アルバム『Attention: Deficit』のリードシングルとして2009年6月2日に公式に発売された。ミュージック・ビデオはワシントンD.C.で撮影され、ワーレイとガガが出演している。

## 批評
グレイ・ハウンドは「さえないフックと繰り返される“ワーレイ”の名前。シングルのエアプレーとセールスはレディー・ガガのヴォーカルに大いに依存している」と否定的な評価を下した。一方、ビルボードは曲が“クラブですぐに使えるシングル”であり、「弾力のあるフックと滑らかな詩句」であることを称賛し「ワーレイの待望久しいデビューの完璧な前駆」と評した。

## ミュージック・ビデオ
ミュージック・ビデオはクリス・ロビンソンが監督を務めた。完全なビデオは2009年6月2日にインタースコープのYouTubeチャンネルに貼られた。
8月にビルボードの『ホットなビデオクリップ・トラック』で12位にランクインした。

## チャート
| チャート (2009年)         | 最高 順位 |
| ------------------------- | --------- |
| Canadian Hot 100          | 73        |
| Eurochart Hot 100 Singles | 42        |
| Irish Singles Chart       | 19        |
| UK Singles Chart          | 12        |
| U.S. Billboard Hot 100    | 99        |